# Деспотовский, Филип
Фили́п Деспото́вский (макед. Филип Деспотовски; 18 ноября 1982, Скопье, СФРЮ) — македонский футболист, полузащитник. Выступал в сборной Македонии.

## Клубная карьера
Воспитанник академии «Вардара» из родного Скопье, начал заниматься футболом в семилетнем возрасте. Профессиональную карьеру начал с «Цементарницей», за которую дебютировал в 2001 году.
В течение 2002—2006 годов играл в ряде сербских и македонских команд. В 2006/07 сезоне играл в Греции за клуб «Этникос Пирей», после чего вернулся в родной город, где в течение 2007 года защищал цвета «Вардара». В первой половине сезона 2007/08 он был признан лучшим игроком своего клуба и привлёк внимание полтавской «Ворсклы».
В начале 2008 года присоединился к «Ворскле». В Высшей лиге дебютировал 9 марта 2008 года в матче против донецкого «Шахтёра», которая завершилась поражением с минимальным счётом. В первом полном сезоне Деспотовски помог «Ворскле» впервые в истории выиграть кубок Украины, Деспотовский сыграл все 90 минут в матче с «Шахтёром», который полтавчане выиграли с минимальным счётом. Победа в кубке сделала Деспотовски пятым македонским легионером, который выиграл зарубежный кубковый турнир. 20 августа 2009 года Деспотовски дебютировал в еврокубках, когда «Ворскла» встретилась с португальской «Бенфикой» в плей-офф Лиги Европы 2009/10. Деспотовский сыграл во втором матче против «Бенфики», португальская команда прошла дальше с общим счётом 5:2. Всего он провёл в составе «Ворсклы» в чемпионате Украины 49 игр, два раза отличился забитыми голами.
В мае 2010 года полтавский клуб предоставил игроку статус свободного агента. 30 августа игрок подписал контракт с азербайджанским «Интером».
В сезоне 2011/12 выступал на родине за «Работнички», после чего полгода провёл в греческом «Пиерикосе», игравшем во втором по уровню дивизионе страны.
В начале 2013 года стал игроком «Тетекса», но уже летом перешёл в родной «Вардар», где провёл два сезона, после чего вернулся в «Тетекс».

## Выступления за сборную
Играл за сборные команды Македонии разных возрастов.
С 2009 года вызывался в национальную сборную Македонии. В составе команды дебютировал 5 июня 2009 года в матче отбора на чемпионат мира по футболу 2010 против сборной Норвегии. В той квалификации он также сыграл против Исландии и Шотландии. Позже игрок провёл ещё пять матчей в квалификации на Евро-2012. Всего за национальную сборную сыграл 18 матчей.

## Достижения
- Обладатель Кубка Украины: 2009
- Обладатель Кубка Македонии: 2013
- Чемпион Македонии: 2014/15